# 沼津市立大平小学校
沼津市立大平小学校（ぬまづしりつ おおひらしょうがっこう）は、静岡県沼津市大平にある公立小学校。

## 沿革
- 1873年（明治6年）3月 - 大平村と日守村との合弁で、「大平舎」を大平村字寺田に設置する[1]。
- 1886年（明治19年）3月 - 大平村日守村徳倉村学校組合による小学校となり、「岳陽小学校」と改称する[1]。
- 1890年（明治23年）11月16日 - 町制施行により、「大平尋常小学校」に改称[1]。
- 1941年（昭和16年）4月 - 「大平村立大平国民学校」に改称[1]。
- 1947年（昭和22年）4月 - 「大平村立大平小学校」に改称[1]。
- 1955年（昭和30年）4月 - 沼津市との合併により、「沼津市立大平小学校」となる[1]。

## 関連事項
- 静岡県小学校一覧